# Saint-Maurice-le-Vieil
Saint-Maurice-le-Vieil település Franciaországban, Yonne megyében. Lakosainak száma 372 fő (2022. január 1.). Saint-Maurice-le-Vieil Saint-Maurice-Thizouaille, Égleny, Poilly-sur-Tholon és Le Val-d'Ocre községekkel határos.

## Népesség
A település népessége az elmúlt években az alábbi módon változott:
| Lakosok száma | 352  | 365  | 377  | 373  | 370  | 372  | 372  | 372  | 372  |
|               | 2013 | 2015 | 2016 | 2017 | 2018 | 2019 | 2020 | 2021 | 2022 |